# Rocío Márquez

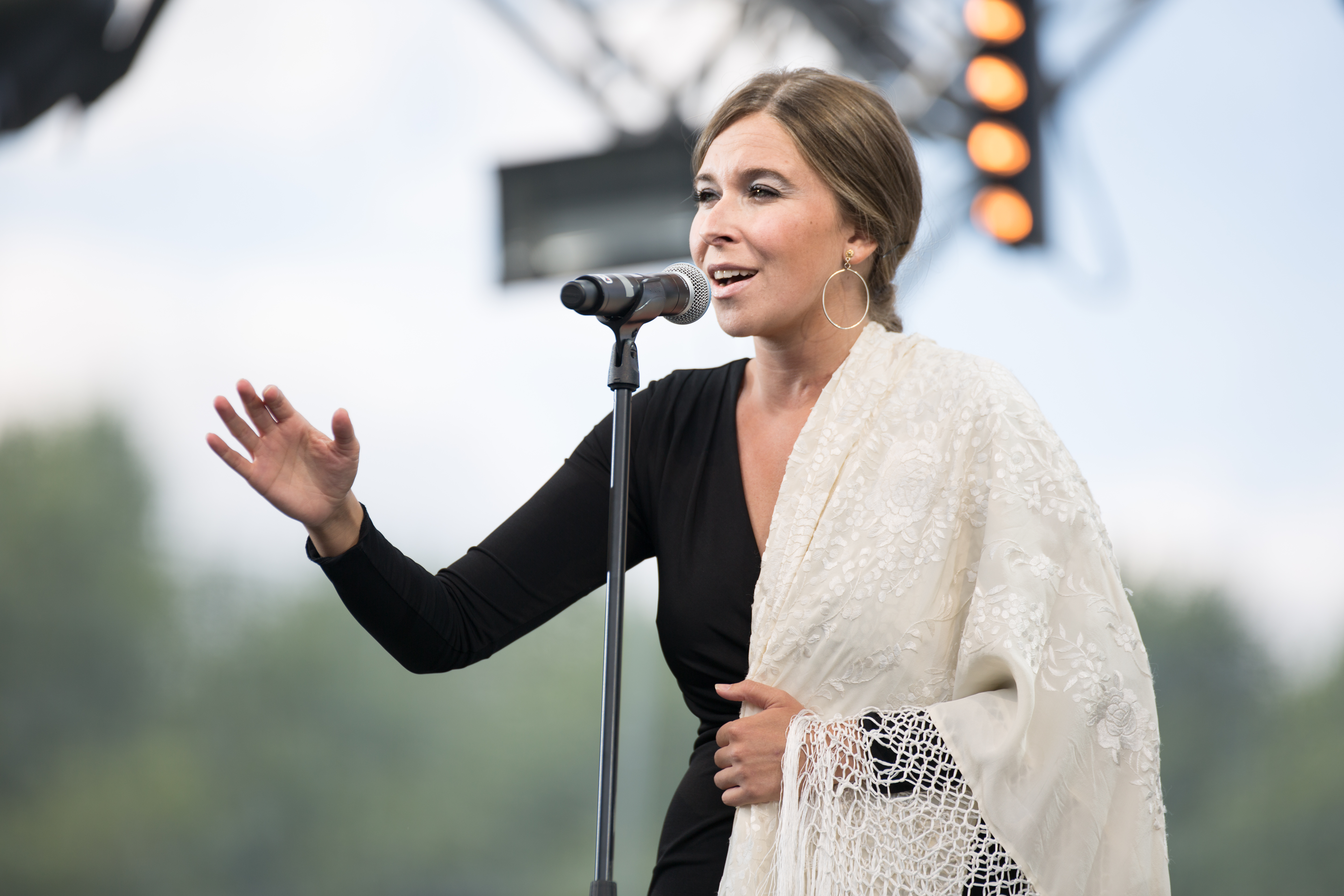
Rocío Márquez (2015)

Rocío Márquez Limón (* 29. September 1985 in Huelva) ist eine spanische Flamenco-Sängerin, die mit zahlreichen Preisen ausgezeichnet wurde.
2008 erhielt sie den sogenannten Oscar des Flamenco, die „Lámpara Minera“ des internationalen Festivals Cante de las Minas in La Unión.

## Diskografie

### Alben
| Jahr | Titel              | Höchstplatzierung, Gesamtwochen, AuszeichnungChartsChartplatzierungen (Jahr, Titel, Platzierungen, Wochen, Auszeichnungen, Anmerkungen) | Anmerkungen                                     |
| Jahr | Titel              | ES | Anmerkungen                                     |
| ---- | ------------------ | --- | ----------------------------------------------- |
| 2012 | Claridad           | ES36 (10 Wo.)ES | Erstveröffentlichung: 19. Juni 2012             |
| 2014 | El niño            | ES52 (7 Wo.)ES | Erstveröffentlichung: 23. September 2014        |
| 2017 | Firmamento         | ES27 (8 Wo.)ES | Erstveröffentlichung: 28. April 2017            |
| 2019 | Visto en el jueves | ES21 (5 Wo.)ES | Erstveröffentlichung: 1. März 2019              |
| 2022 | Tercer cielo       | ES77 (1 Wo.)ES | Erstveröffentlichung: 26. Mai 2022 mit Bronquio |

### Lieder
- 2016: El emigrante (Various Artists, ES: Gold)[4]

### Videoalben
- 2009: Aquí y ahora